# Managementul integrat al proiectelor
Managementul integrat al proiectelor (engleză integrated project management, franceză gestion multidisciplinaire de projet) implică selectarea, coordonarea și sincronizarea proiectelor într-o companie sau agenție, astfel încât toți factorii principali pentru succes să fie optimizați. Managementul integrat al proiectelor include procesele care sunt necesare pentru a asigura că toate componentele proiectului sunt corespunzător coordonate.
Scopul managementului integrat al proiectelor constă în a stabili și a manageria proiectul și de a coordona și colabora cu stakeholder-ii relevanți, în conformitate cu un proces definit și integrat, care este adaptat după setul standard de procese  ale organizației executante. Este posibil ca organizația să nu fi stabilit un set standard de procese. Dacă acesta este cazul, proiectul își va defini procesele proprii, adecvate la necesitățile sale. Setul  standard de procese ale organizației trebuie să fie destul de general, pentru a se aplica la toate proiectele aflate în portofoliul de programe și proiecte.
Managementul integrat al proiectelor + IPPD (IPPD = Integrated Product and Process Development) stabilește o viziune împărtășită (înțelegere comună) a proiectului și o structură integrată a echipei de proiect, apoi stabilește echipe integrate pentru a efectua lucrările proiectului, asigurând colaborarea adecvată între echipe. O viziune împărtășită (shared) înseamnă o înțelegere comună a principiilor care ghidează proiectul, incluzând misiunea, obiectivele, valorile și rezultatele finale care sunt dezvoltate și utilizate în proiect.  IPPD se referă la Dezvoltarea Integrată a Produselor și Proceselor și constituie o abordare sistemică a dezvoltării produselor și proceselor care realizează o colaborare adecvată a stakeholder-ilor relevanți în întregul ciclu de viață al produselor, pentru a satisface mai bine necesitățile clienților.
Managementul integrat, în sens larg, este un sistem de management care integrează toate sistemele și procesele organizației într-un cadru complet, care permite funcționarea ca o singură unitate cu obiective unificate.
Managementul integrării proiectelor sau programelor implică analiza valorii afacerii pe care proiectul o adresează, mobilizarea performanțelor și dinamicii echipei de proiect, monitorizarea proiectului, rezolvarea conflictelor tehnice, de resurse și interpersonale la orice nivel, identificarea constrângerilor organizației și exploatarea lor etc.
Procesele majore ale managementului integrat al proiectelor (MIP) sunt: procesele de elaborare a planului proiectului, procese de execuție a planului proiectului și procese integrate de control al schimbărilor. Fiecare proces include un set de intrări și un set de ieșiri. Derularea oricărui proces este facilitată prin utilizarea unui set de instrumente sau metode care constituie mecanisme aplicate intrărilor pentru a crea ieșirile.
Standardul PMBOK pentru managementul integrării proiectelor (PMBOK — Project Management Body of Knowledge), ediția din 2004 oferă definiția globală a integrării proiectelor. Această definiție asupra managementului integrării proiectelor se focalizează pe procesele de elaborare a Cartei Proiectului (Project Charter), planificarea și definirea conținutului proiectului (Project Scope), elaborarea planului proiectului, execuția proiectului, monitorizarea și controlul lucrărilor proiectului, controlul integral al schimbărilor, închiderea proiectului.
Ghidul PMBOK, ediția din 2004, menționează că procesele de management al proiectelor sunt organizate în nouă domenii de cunoștințe:
- managementul integrării proiectelor;

- managementul conținutului proiectelor (project scope management);

- managementul termenelor proiectelor;

- managementul costului proiectelor;

- managementul calității în proiecte;

- managementul resurselor umane;

- managementul comunicațiilor în proiecte;

- managementul riscurilor în proiecte;

- managementul achizițiilor în proiecte.

## Ciclul de viață al introducerii MIP
Multe organizații care au dezvoltat o disciplină (un sistem de reguli sau o practică) a managementului integrat al proiectelor (MIP), pe baza cercetărilor și a experienței, au evoluat prin parcurgerea a cinci faze distincte ale ciclului de viață al MIP:
- conștientizare;
- implementare;
- profesionalizare;
- trecerea la acțiune (enterprising);
- integrare.

Faza de conștientizare este prima experiență  (acumulare de cunoștințe) a unei organizații care creează o disciplină instituționalizată a MIP. În această fază este evaluat efectul introducerii MIP asupra organizației. Introducerea disciplinei MIP pentru multiple proiecte înrudite a îmbunătățit performanțele organizațiilor, prin reducerea costurilor de operare, a timpilor pe ciclu, obținerea de venituri mărite, profitabilitate mărită. În faza de conștientizare, implicarea leadership-ului este crucială. Pentru ca managementul proiectelor să fie implementat cu succes, organizațiile trebuie să fie modificate, trecînd de la o structură operațională orientată pe produs la o organizație orientată pe proiecte (project-oriented organization).
Faza de implementare a MIP este a doua fază în crearea unei discipline a MIP, cea mai costisitoare și mai intensivă în eforturi. Echipa de management a proiectului în care sunt incluși manageri de proiect cu experiență, atât din surse interne cât și externe, se concentrează pe dezvoltarea proceselor, training și pe suportul programelor mari. In faza de implementare este esențial trainingul în managementul programelor/proiectelor, concentrat pe principiile și practicile managementului proiectelor și pe managementul cerințelor clienților. În această fază, implementarea managementului proiectelor este concentrată de obicei pe proiecte mari selectate, deoarece există convingerea că o concentrare pe cele mai mari proiecte va conduce la cele mai mari beneficii.
Faza de profesionalizare este a treia fază, în care disciplina managementului proiectelor este întărită și instrumentele (tehnicile) managementului proiectelor sunt îmbunătățite. În această fază se urmărește ca practicile managementului proiectelor să fie urmate în fiecare proiect, însă modul în care practicile de management sunt executate și tipurile de instrumente și tehnici adecvate utilizate diferă în funcție de situația proiectului respectiv. De asemenea, în timpul acestei faze aplicarea devine larg răspândită în toată organizația, inclusiv prin managementul proactiv al scopului, programării, costului și relațiilor cu clienții. În timpul fazei de implementare, multe companii au întreprins acțiuni pentru îmbunătățirea nivelului de profesionalism în managementul proiectelor, inclusiv prin încurajarea managerilor de proiect să obțină certificarea în managementul proiectelor, ca manageri de proiect profesioniști (sau directori de proiect).
Faza de trecere la acțiune (enterprising- l.engl.) este a patra fază de creare a unei discipline a MIP. Conexiunea diferitelor programe și proiecte ale companiei este centrală pentru obținerea avantajelor întregii companii. Primul pas în această fază este standardizarea rapoartelor asupra progresului programelor și a instrumentelor pentru a genera aceste rapoarte. Alt pas important este standardizarea codurilor și denumirilor resurselor utilizate în instrumentele de planificare a programelor/proiectelor.
Corelarea și legătura proceselor de managementul proiectelor cu alte procese din organizație, de exemplu cu proiectarea, fabricația, montajul, service-ul pentru clienți, logistica, managementul financiar etc. sunt vitale în această fază.
Faza de integrare este a cincea fază și cea finală de creare a unei discipline a MIP. Disciplina MIP se bazează pe premiza că pentru ca proiectele să aibă succes în condițiile unor multiple părți participante (client, furnizori principali, parteneri în lanțul de furnizare) toate părțile implicate trebuie să fie concentrate pe atingerea obiectivelor clientului. Integrarea înseamnă că toate părțile implicate într-un proiect complex trebuie să lucreze împreună pentru a atinge obiectivele clientului. Pe de altă parte, proiectele trebuie să fie integrate intern și extern. Integrarea internă a proiectului are semnificația că pachetele de lucrări (work packages -l.engl.) ale proiectului, livrabilele și sistemele se află în conexiune. Integrarea externă înseamnă că proiectul se interfațează cu sistemele clientului, facilitează performanțele clientului și produce valoare atât pentru client, cât și pentru ramura industrială respectivă, ca un întreg.
Fazele ciclului de viață al managementului integrat al proiectelor pot fi diferite față de cele mai sus menționate, în funcție de domeniul, ramura industrială sau tematica proiectelor. Astfel, de exemplu, managementul integrat al investițiilor în construcții cuprinde patru faze (subdomenii):
- planificarea și prognoza investițiilor;

- decizia de investiții;

- organizarea proiectelor de investiții;

- managementul resurselor umane.

## Procesele managementului integrării proiectelor
Manualul PMBOK pentru managementul proiectelor prevede următoarele procese principale ale managementului integrat:
- elaborarea cartei proiectului (project charter);

- elaborarea planului de management al proiectului;

- conducerea și managementul execuției proiectului;

- monitorizarea și controllling-ul lucrărilor proiectului;

- efectuarea controlului integrat al schimbărilor;

- încheierea proiectului.

Deși termenul "integrare" este suprautilizat (uneori fără înțelegerea exactă a semnificației acestui concept), în contextul managementului proiectelor conceptele-cheie ale integrării se bazează pe conexiune și aliniere. Conexiunea diferitelor proiecte abordate de o organizație și ,de asemenea, conexiunea proceselor de managementul proiectelor cu alte procese grupate după specializare (de exemplu, proiectare, fabricație etc.) sunt vitale pentru succesul proiectelor. Alinierea include modul în care sunt aliniate și integrate măsurile în toată organizația.
Pentru fiecare dintre domeniile de procese principale există un set de obiective care trebuie atinse, iar obiectivele se ating cu ajutorul unor practici. Obiectivele specifice ale managementului integrat al proiectelor sunt:
- utilizarea unor procese definite ale proiectului;

- coordonarea și colaborarea cu stakeholder-ii relevanți.

Un proces definit (în contextul de față) este un proces manageriat, adaptat din setul de procese standard ale organizației: acest proces are o descriere sustenabilă și contribuie prin produsele lucrărilor, măsuri și alte informații de îmbunătățire a procesului la activele (assets) proceselor organizației.
Dacă managementul integrat al proiectelor este aplicat cu completarea IPPD, atunci obiectivele de mai înainte sunt completate cu obiectivul "aplicarea principiilor IPPD" care implică utilizarea unor practici specifice:
- stabilirea unei viziuni împărtășite a proiectului;

- stabilirea unei structuri integrate a proiectului de dezvoltare a produselor;

- repartizarea cerințelor pentru echipele integrate;

- stabilirea echipelor integrate;

- asigurarea colaborării dintre echipele-interfețe.

Elaborarea cartei proiectului. Carta proiectului este un document formal, emis de managementul de top care explică scopul proiectului, inclusiv necesitățile afacerii pe care proiectul o adresează și descrierea produsului final al proiectului. Carta proiectului include studiul economic inițial (business case), enunțarea problemelor și obiectivelor, constrîngeri și premize, scopul și planul preliminar al proiectului. Acest document oferă managerului de proiect autoritatea de a aloca resursele organizației la activitățile proiectului. Atunci când proiectul este realizat pe baza unui contract, acest contract semnat va servi, în general, ca o cartă a proiectului pentru executant.
Elaborarea cartei proiectului este mecanismul de start al proiectului. Carta proiectului trebuie să includă:
- studiul consecințelor economice ale activităților din proiect (business case- l.engl.), inclusiv costuri și beneficii;

- obiective măsurabile referitoare la rezultatele dorite ale proiectului;

- o definire a scopului proiectului;

- priorități clare pentru proiect care permit echipei să facă compromisuri (trade offs -l.engl.) adecvate pentru a atinge obiectivele; astfel de priorități pot fi : programarea cea mai scurtă, costul cel mai mic, nivelul de calitate cel mai înalt;

- o listă a premizelor, riscurilor și constrângerilor cunoscute;

- roluri și responsabilități.

Intrările în procesul de elaborare a cartei proiectului sunt:
- enunțarea lucrărilor proiectului;

- studiul economic care evaluează beneficiile, costurile și riscurile;

- contractul;

- factorii de mediu ai întreprinderii;

- active ale proceselor organizației.

Instrumente și tehnici:
- opinii ale experților;

- metode de selectare a proiectelor;

- metodologie de managementul proiectelor;

- sistem informațional de managementul proiectelor.

Metodologia de managementul proiectelor definește un set de grupe de procese de management al proiectelor, procesele lor corelate, funcțiile de control asociate, care sunt combinate într-un întreg.
Ieșirile procesului de elaborare a cartei:
carta proiectului.
Elaborarea planului de management al proiectului. Planul de management al integrării proiectului este un document de management care descrie modul cum trebuie condusă execuția proiectului, cum trebuie monitorizat progresul proiectului și controlul execuției. Acest plan acoperă diferitele activități de management și dezvoltare, efectuate în cadrul proiectului. Documentul Planul proiectului cuprinde ansamblul planurilor elaborate pentru diferite procese din proiect, de aceea în unele aplicații este denumit plan integrat al proiectului. Planurile elaborate pentru diferite procese din proiect, care afectează proiectul sunt: planul de dezvoltare a produsului, planuri de testare, planuri de managementul configurației, planul de asigurarea calității în proiect, de verificare, măsurare și analize, planuri de training etc.
Principalele utilizări ale planului sunt : documentarea deciziilor planificării, facilitarea comunicării între părțile interesate (stakeholders) cărora acest plan le este distribuit, documentarea bazei de referință planificate pentru scop și cost, precum și planul calendaristic al proiectului. Planul de management este documentul de referință pentru managerizarea proiectului.
Intrările pentru elaborarea planului sunt:
- informații istorice;

- politici organizaționale;

- constrângeri;

- premize.

Instrumente și tehnici pentru elaborarea planului sunt:
- metodologia de planificare a proiectului;

- competențe și cunoștințe ale stakeholder-ilor;

- sistem informațional pentru managementul proiectului (PMIS) (vezi Managementul proiectelor).

Ieșirile (rezultatele) includ:
- planul proiectului -document formal, aprobat, care fixează toate responsabilitățile și autoritățile, sistemele de control, precum și comunicațiile necesare;

- detalii de suport -de exemplu, rezultate ale altor procese de planificare, documentații tehnice etc.

Managementul execuției planului proiectului. Execuția planului este procesul principal de aplicare a planului proiectului, în care se consumă cea mai mare parte a bugetului proiectului. Procesul de execuție se concentrează pe identificarea problemelor și rezolvarea acestora, în timpul execuției activităților proiectului. Produsul proiectului este creat în cadrul acestui proces.
Intrările includ:
- planul proiectului;

- detalii de suport;

- politici organizaționale;

- acțiuni corective; acestea sunt efectuate în vederea alinierii performanțelor viitoare, așteptate ale proiectului cu planul proiectului.

Instrumente și tehnici pentru execuția planului sunt:
- competențe generale de management : leadership, comunicare etc.;

- competențe și cunoștințe asupra produsului proiectului;

- sistem de autorizare a lucrărilor;

- ședințe de analiză a stării în care se află proiectul;

- sistem informațional pentru managementul proiectului;

- proceduri organizaționale.

Ieșirile includ:
- rezultatele lucrărilor (activităților) sunt consecințele activităților efectuate. Informațiile asupra acestor rezultate se referă la livrabilele obținute sau nu, gradul de satisfacere a standardelor de calitate, costurile suportate etc.;

- cerințe de schimbări. Pot include: modificarea scopului proiectului, a estimărilor costului sau a programării.

Monitorizarea și controlling-ul lucrărilor proiectului constă din procesele efectuate pentru a observa execuția proiectului, astfel încât să se poată adopta acțiuni corective pentru ținerea sub control a execuției proiectului. În cadrul acestor procese este monitorizat progresul proiectului și sunt controlate performanțele actuale, comparativ cu planul proiectului. Procesele de monitorizare și controlling cuprind:
- măsurarea activităților în curs de desfășurare;

- măsurarea unor variabile ale proiectului: cost, efort etc. în vederea comparării cu planul de management;

- identificarea acțiunilor corective ce vor trebui aplicate.

Ieșirile proceselor de monitorizare și controlling includ:
- cerințe de schimbări;

- actualizări ale planului de management al proiectului;

- actualizări ale documentelor proiectului.

Controlul integrat al schimbărilor. Reprezintă procesul prin care se urmărește influențarea factorilor ce creează schimbări, pentru a asigura că schimbările sunt benefice, se determină apariția unei schimbări și se managerizează schimbările atunci când acestea au apărut. Procesul de control se consideră a fi integrat pentru că asigură coordonarea schimbărilor în întregul proiect.
Intrările includ:
- planul proiectului;

- rapoarte de performanță asupra proiectului;

- cerințe de schimbări.

Instrumente și tehnici pentru controlul integrat al schimbărilor:
- sistem de control al schimbărilor: o colecție de proceduri formale ce definesc pașii prin care documentele oficiale ale proiectului pot fi modificate;

- managementul configurației;

- măsurarea performanțelor. Tehnicile de măsurare a performanțelor  (de exemplu, analiza valorii realizate [earned value analysis -l.engl.]) ajută pentru a determina dacă abaterile de la planul proiectului necesită acțiuni corective;

- planificări adiționale, de exemplu ajustări ale planului proiectului, impuse de unele schimbări;

- sistem informațional pentru managementul proiectului.

Ieșirile includ:
- actualizări ale planului proiectului;

- acțiuni corective;

- actualizări ale documentelor proiectului;

- învățăminte se pot referi la cauzele varianțelor, rațiunea acțiunilor corective alese etc. Aceste învățăminte trebuie să fie documentate pentru a fi introduse în baza de date istorice pentru acest proiect și pentru alte proiecte.

Încheierea proiectului. Procesul de încheiere a proiectului implică efectuarea porțiunii de închidere a proiectului din planul de management. Acest proces include finalizarea tuturor activităților terminate din toate grupele de procese de management, pentru a închide formal proiectul sau o fază a proiectului. Au fost dezvoltate două proceduri pentru a stabili interacțiunile necesare în vederea efectuării activităților de închidere pentru întregul proiect sau pentru o fază de proiect:
- Procedura de închidere administrativă. Această procedură detaliază toate activitățile, interacțiunile și rolurile și responsabilitățile membrilor echipei de proiect și ale stakeholders implicați în executarea procedurii de închidere administrativă. Efectuarea închiderii administrative include, de asemenea, activități integrate necesare pentru a colecta înregistrările proiectului, analiza succesului sau eșecului proiectuluui și arhivarea informațiilor proiectului.

Procedura de închidere a contractului include activitățile și interacțiunile necesare pentru a închide toate agrementele contractului, stabilite pentru proiect. Această procedură implică atât verificarea produsului (toate lucrările au fost terminate corect și satisfăcător) cât și închiderea administrativă. Termenii contractului pot prescrie specificații pentru închiderea contractului.
Intrările procesului de încheiere a proiectului sunt:
- planul de management al proiectului;

- documentația contractului (contractul însuși, descrierea produsului);

- livrabile acceptate;

- active ale proceselor organizației.

Instrumente și tehnici includ:
- opiniile experților;

- metodologia managementului proiectului.

Ieșirile procesului de încheiere:
- produsul final, serviciul sau rezultatul final;

- actualizări ale activelor proceselor organizației.